# هورنینگتافت
هورنینگتافت (به انگلیسی: Horningtoft) یک روستا و محله مدنی در بریتانیا است که در Breckland District واقع شده‌است. هورنینگتافت ۵٫۷۳ کیلومتر مربع مساحت و ۱۲۷ نفر جمعیت دارد.